# One Love (singel Aiden)
One Love – pierwszy singel z trzeciego albumu zespołu Aiden – Conviction. Został nagrany na początku września 2007. Teledysk był nagrywany w Los Angeles od 13 do 15 czerwca. W teledysku wystąpiła gwiazda portalu MySpace, Jeffree Star. Piosenka została pierwszy raz zagrana na trasie koncertowej Lostprophets i Taking Back Sunday na początku kwietnia, następnie zespół zagrał ją na Wembley Arena w ostatnią noc tej trasy koncertowej. Utwór był również grany na festiwalu Download Festival.
Aiden zaktualizował swój blog na MySpace i dodał One Love na krótko po Teenage Queen. Zespół oświadczył na swoim blogu, że w niedalekiej przyszłości wyda kolekcjonerski 7-calowy picture disk. Piosenka została później udostępniona w iTunes. Teledysk promujący singel został również umieszczony na koncie wytwórni Victory Records na portalu YouTube.
Cały teledysk można zobaczyć na stronie AOL music.
Remiks piosenki, zrobiony we współpracy z zespołem The Legion of Doom, został stworzony do filmu Resident Evil: Extinction.

## Lista utworów

### Singel CD
1. One Love – 3:27
2. Here Lies The Waste – 3:08
3. So Far Away – 3:21

### 7" singel
1. One Love – 3:27
2. Here Lies the waste – 3:08